# Placynthium stenophyllum
Placynthium stenophyllum är en lavart som först beskrevs av Edward Tuckerman, och fick sitt nu gällande namn av Fink. Placynthium stenophyllum ingår i släktet Placynthium, och familjen Placynthiaceae. Arten är reproducerande i Sverige.